# (36631) 2000 QZ170
2000 QZ170 (asteroide 36631) é um asteroide da cintura principal. Possui uma excentricidade de 0.06883630 e uma inclinação de 5.14113º.
Este asteroide foi descoberto no dia 31 de agosto de 2000 por LINEAR em Socorro.